# Zara-Klasse (1931)
Die Zara-Klasse war eine Klasse von vier Schweren Kreuzern der Königlich Italienischen Marine, die Anfang der 1930er-Jahre gebaut wurden und im Zweiten Weltkrieg zum Einsatz kamen.

## Allgemeines
Es handelte sich um eine Weiterentwicklung der Trento-Klasse. Bei der Trento-Klasse handelte es sich um 10.000-Tonnen-Schiffe, die entsprechend den Bestimmungen des Washingtoner Flottenabkommens gebaut worden waren. Die Schiffe der Zara-Klasse erhielten eine verbesserte Panzerung und überschritten deswegen die in Washington für Kreuzer festgelegte 10.000-Tonnen-Marke deutlich.

## Einsätze
Der Kreuzer Zara nahm an folgenden Seeschlachten teil:
- 7. Juli 1940: Seeschlacht bei Punta Stilo
- 19. Juli 1940: Seeschlacht bei Kap Spada (Kreta)
- 29. März 1941: Schlacht bei Kap Matapan

Bei Kap Matapan wurde die Zara (Kpt. z. S. Luigi Corsi) versenkt. Nachdem sie das von einem britischen Torpedo getroffene Schlachtschiff Vittorio Veneto auf dem Rückweg nach Italien begleitet hatte, machte sie zusammen mit dem Schwesterschiff Fiume und vier Zerstörern kehrt, um dem durch einen weiteren britischen Torpedotreffer manövrierunfähigen Kreuzer Pola beizustehen. Am 29. März wurden diese Schiffe nachts von mit Radar ausgestatteten britischen Kriegsschiffen überrascht, als sie bei der Pola gestoppt hatten. Die britischen Schiffe versenkten aus nächster Nähe die drei italienischen Kreuzer Zara (nach schwerer Beschädigung selbst versenkt), Fiume und Pola sowie zwei der vier Zerstörer.
Der Kreuzer Gorizia nahm an folgenden Seeschlachten teil:
- 7. Juli 1940: Seeschlacht bei Punta Stilo
- 27. November 1940: Seeschlacht bei Kap Teulada
- 17. Dezember 1941: Erstes Seegefecht im Golf von Syrte
- 22. März 1942: Zweites Seegefecht im Golf von Syrte

Darüber hinaus eskortierte er insgesamt 20 deutsch-italienische Konvois im Mittelmeer. Im Frühjahr 1943 wurde er von alliierten Bombern im Marinestützpunkt von La Maddalena schwer beschädigt und dann zu Reparaturarbeiten nach La Spezia verlegt. Das Schiff konnte nicht wieder in Dienst gestellt werden.

## Einheiten
| Name    | Bauwerft                               | Kiellegung     | Stapellauf        | Indienststellung  | Verbleib                  |
| ------- | -------------------------------------- | -------------- | ----------------- | ----------------- | ------------------------- |
| Zara    | Odero-Terni-Orlando, La Spezia         | 4. Juli 1929   | 27. April 1930    | 20. Oktober 1931  | gesunken am 29. März 1941 |
| Fiume   | Stabilimento Tecnico Triestino, Muggia | 29. April 1929 | 27. April 1930    | 23. November 1931 | gesunken am 29. März 1941 |
| Gorizia | Odero-Terni-Orlando, Livorno           | 17. März 1930  | 28. Dezember 1930 | 23. Dezember 1931 | gesunken am 21. Juni 1944 |
| Pola    | Odero-Terni-Orlando, Livorno           | 17. März 1931  | 5. Dezember 1931  | 21. Dezember 1932 | gesunken am 29. März 1941 |

## Technische Beschreibung

### Rumpf
Der Rumpf eines Kreuzers der Zara-Klasse, unterteilt in wasserdichte Abteilungen, war über alles 182,72 Meter lang, 20,62 Meter breit und hatte bei einer Einsatzverdrängung von 14.500 ts einen Tiefgang von 6,2 Metern.

#### Panzerung
Der Panzerschutz setzte sich aus einem bis zu 50 mm starken Gürtelpanzer sowie einem 70 mm starken Panzerdeck zusammen. Der Gefechtsstand, also die kleine Befehlszentrale im Brückenaufbau, von der im Notfall die wichtigsten Schiffssysteme gesteuert werden konnten, hatte einen Schutz von 150 Millimeter und die Türme der Hauptartillerie 120–140 Millimeter Stahl erhalten.

### Antrieb
Der Antrieb erfolgte durch acht ölbefeuerte Dampferzeuger des Yarrow-Typs und zwei Parsons-Getriebeturbinensätze, mit denen eine Gesamtleistung von 95.000 PS (68.872 kW) erreicht wurde. Diese gaben ihre Leistung an zwei Wellen mit je einer Schraube ab. Die Höchstgeschwindigkeit betrug 32 Knoten (59 km/h).

### Bewaffnung

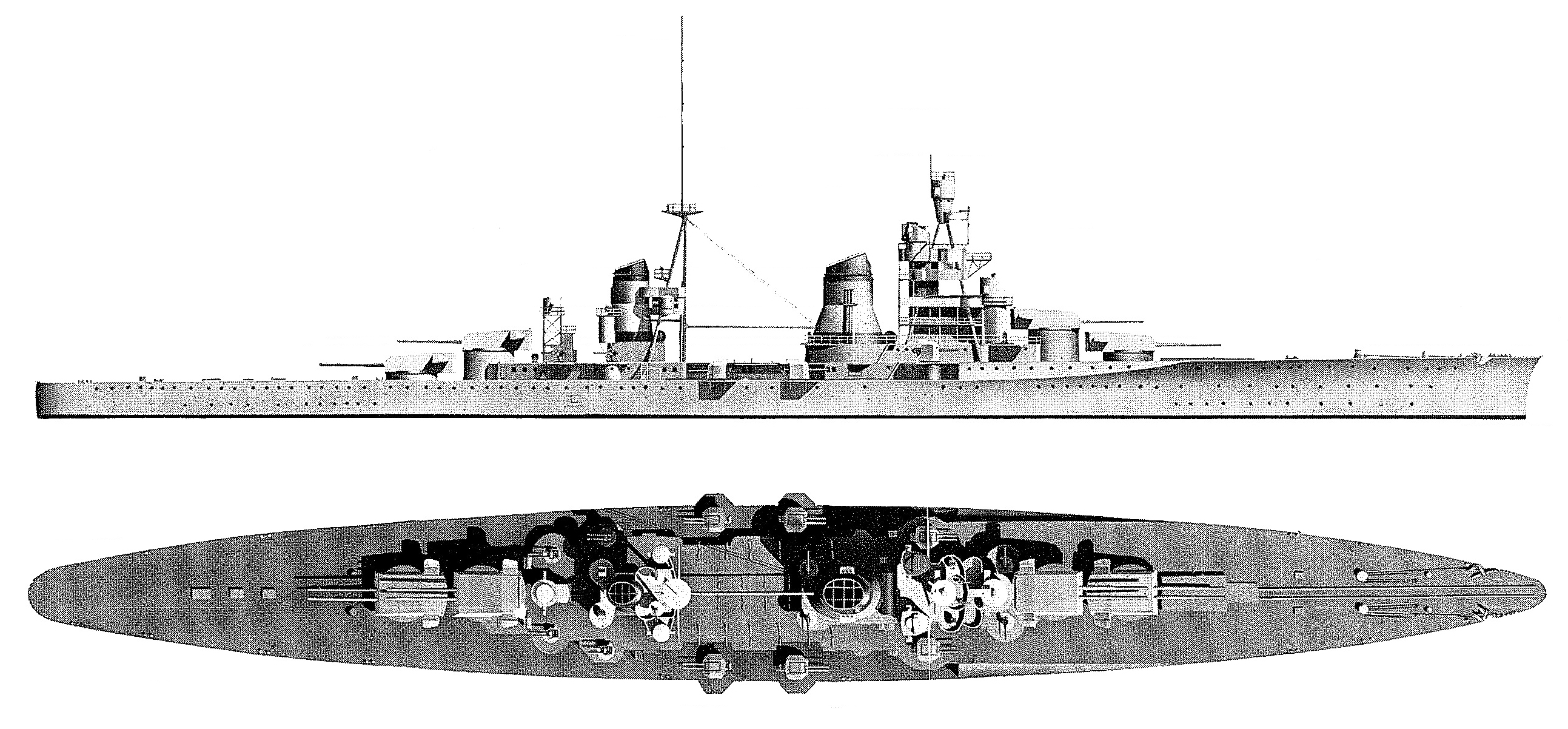
Aufstellung der Bewaffnung der Zara-Klasse

#### Artillerie
Die Artilleriebewaffnung bestand aus acht 20,3-cm-Geschützen mit Kaliberlänge 53 Modell 1927 in vier Doppeltürmen. Diese Geschütze waren in Schiffsmittellinie, je ein Paar vor bzw. auf dem Brückenaufbau und hinter bzw. auf dem achteren Deckshaus aufgestellt.

#### Flugabwehr
Zur Flugabwehr dienten sechzehn 10-cm-Geschütze in Kaliberlänge 47 von OTO in Doppellafetten. Des Weiteren standen vier 4-cm-Maschinenkanonen und acht 13,2-mm-Maschinengewehre Breda Modell 1931 zur Verfügung.
Später in ihrer Dienstzeit wurden die 4-cm-Maschinenkanonen (vom Typ Vickers-Terni) gegen italienische 37-mm-Zwillingsgeschütze ersetzt. Noch dazu wurde ein Paar der Zwillings-100-mm-Türme entfernt.

## Besatzung
Die Besatzung hatte eine Stärke von 841 Offizieren, Unteroffizieren und Mannschaften.